# Sebastian Knüpfer
Sebastian Knüpfer (6 septembre 1633, Aš – 10 octobre 1676, Leipzig) est un compositeur allemand, Thomaskantor (directeur artistique du Chœur de l'église Saint-Thomas de Leipzig) entre 1657 et  1676.

## Biographie
Il apprend la musique auprès de son père Johann Knüpfer, cantor et organiste à Aš. Plus tard, il étudie la philosophie à Leipzig, notamment auprès de Johann Adam Schertzer. Il est ensuite nommé en 1657 Thomaskantor prenant la suite de Tobias Michael. Autour de Knüpfer s'est formé un cercle respecté de musiciens (dont Elias Nathusius (de) le cantor de l'Église Saint-Nicolas, Gerhard Preisensin et Jacob Weckmann (de) et le médecin Johann Kaspar Horn). Leipzig a alors acquis la réputation d'un centre musical important. 
La plupart de ses compositions n'ont jamais été imprimées. Il a écrit des motets, des concertos, des cantates sacrées et des messes. Il a composé de la musique pour le couronnement de Léopold Ier en 1658 et à l'occasion du Traité d'Aix-la-Chapellen de 1668. En 1663 a été imprimée une collection de madrigaux et de Kanzonetten.

## Œuvres sacrées
- Ach Herr, lass deine lieben Engelein,
- Ach Herr, strafe mich nicht in deinem Zorn, créé vers 1670-1675[1]
- Ach mein herzliebes Jesulein,
- Ach, wenn kommet doch die Stunde,
- Alleluja, man singet mit Freuden,
- Asche, die des Schöpfers Händ,
- Der Gerechte wird grünen wie ein Palmbaum,
- Der Herr ist König,
- Der Herr ist mein Hirt,
- Der Herr schaffet deinen Gränzen Friede,
- Der Seegen des Herren machet reich,
- Dies ist der Tag, den der Herr macht,
- Dies ist der Tag des Herrn,
- Die Turteltaube lässt sich hören, concerto de Pentecôte créé en mai 1676[1]
- Erforsche mich, Gott
- Erheb dich, meine Seele,
- Erhöre, Jesulein, mein sehnlichs,
- Erstanden ist der heilge Christ,
- Es haben mir die Hoffärtigen,
- Es ist eine Stimme eines Predigers in der Wüsten,
- Es spricht der Unweisen Mund wohl,
- Gelobet sey Gott,
- Gen Himmel zu dem Vater mein,
- Gott sei mir gnädig nach deiner Güte,
- Herr Christ, der eining Gottes Sohn
- Herr, hilf uns, wir verderben,
- Herr, ich habe lieb die Stätte deines Hauses,
- Herr Jesu Christ, wahr Mensch,
- Herr, lehre mich thun nach deinem,
- Herr, lehre uns bedenken,
- Herr, strafe mich nicht in deinem Zorn
- Herr, wer wird wohnen in deinen Hütten,
- Ich freue mich in dir,
- Ich habe dich zum Licht der Heiden gemacht,
- Ich will singen von der Gnade,
- Jauchzet dem Herrn alle Welt,
- Jesu, meine Freud und Wonne,
- Jesus Christus, unser Heiland, sur un poème de Martin Luther
- Justus ut palma florebit,
- Komm du schöne Freudenkrone,
- Komm heilger Geist,
- Kommet herzu, lasset uns den Herzen frohlocken,
- Lass dir gefallen,
- Lauda Jerusalem,
- Machet die Thore weit,
- Mein Gott, betrübt ist meine Seele,
- Mein Herz hält dir für dein Wort,
- Missa (brevis) super Freu dich selig,
- Missa (brevis) super Herr Jesu Christ, wahr Mensch und Gott,
- Missa (brevis) super O welt ich muss dich lassen,
- Nun dancket alle Gott,
- Nun freut euch, lieben Christen gemein,
- O benignissime Jesu,
- Quaemadmodum desiderat cervus
- Quare fremuerunt gentes,
- Sende dein Licht,
- Super flumina Babylonis, d'après le psaume 137 (136)
- Surgite populi: De resurrectione et ascensione Domini,
- Veni Sancte Spiritus,
- Victoria, die Fürsten sind geschlagen,
- Vom Himmel hoch, da komm ich her, concerto de Noël créé probablement en 1673[1]
  - chorus angelorum
  - choro dei pastori
  - choro pieno
- Was mein Gott will, das g'scheh allzeit
- Was sind wir Menschen doch,
- Was werden wir essen,
- Weichet von mir, ihr Boshaftigen,
- Welt Vater du! O Adam deine Kinder,
- Wenn mein Stündlein vorhanden ist
- Wer ist, der so von Edom Kommt

- O Traurigkeit, o Hertzeleid, Grab-Lied über die Begräbnis… Jesu Christi (J. Rist),

## Œuvres profanes
- Lustige Madrigalien